# Woodward Dream Cruise

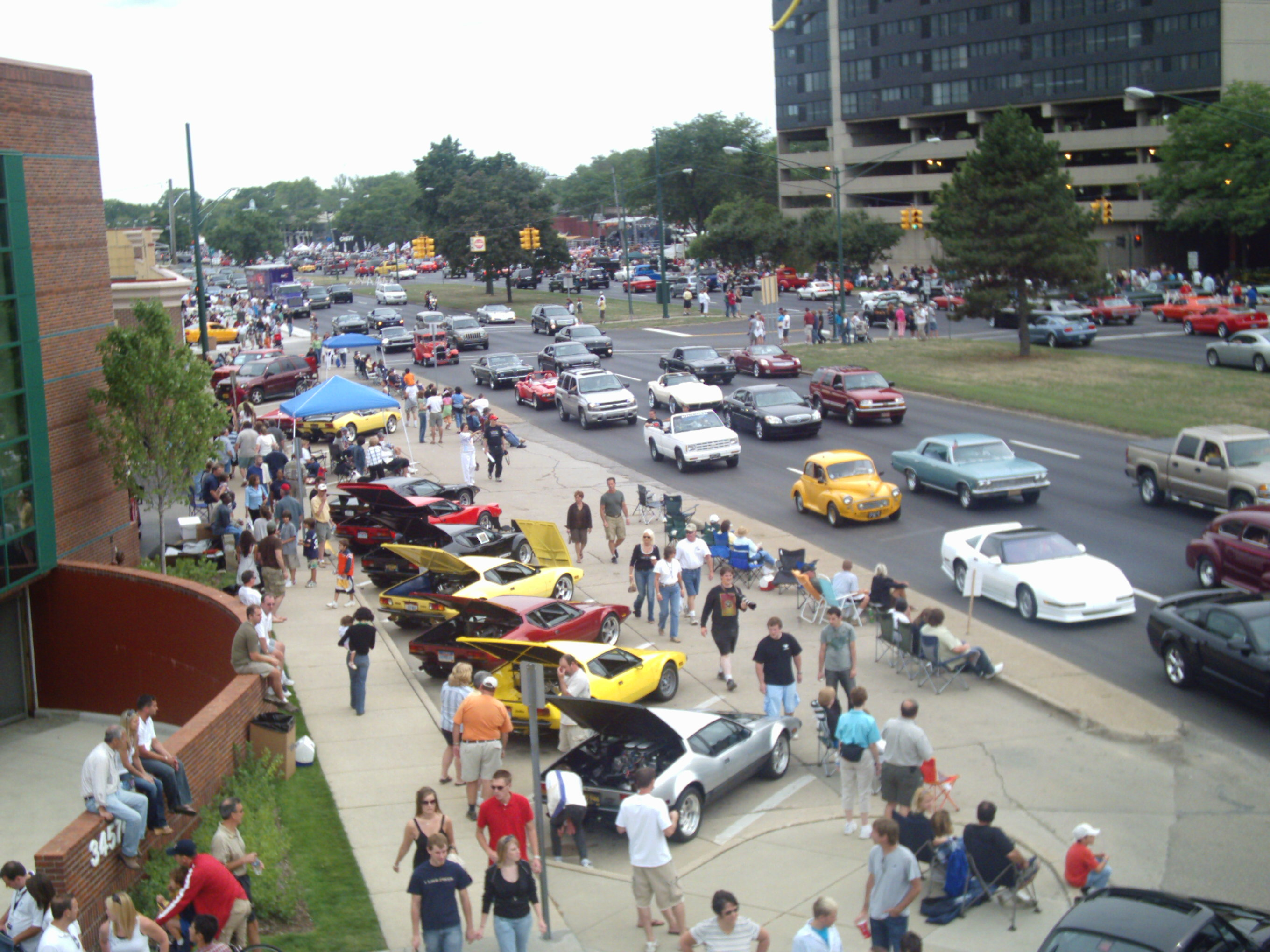

Woodward Dream Cruise — крупнейшее ежегодное однодневное автошоу, которое ежегодно проходит на Вудвард авеню в штате Мичиган.
Изначально было задумано как небольшое автомобильное шоу для сбора денежных средств на строительство футбольного поля в городе Ферндейл и впервые состоялся в августе 1995 года. Его организаторы — Нельсон Хаус и несколько волонтеров — не ожидали такого успеха, количество участников составило 250 000 человек, что в 10 раз превысило их ожидания.
С тех пор Woodward Dream Cruise каждый год собирает около двух миллионов участников и более сорока тысяч различных хот родов, маскл-каров, крузеров и коллекционных автомобилей, которые в далекие 1950-е колесили по дорогам Америки. Также в автошоу принимают участие и современные необычные автомобили, владельцы которых сделали из них уникальные машины.

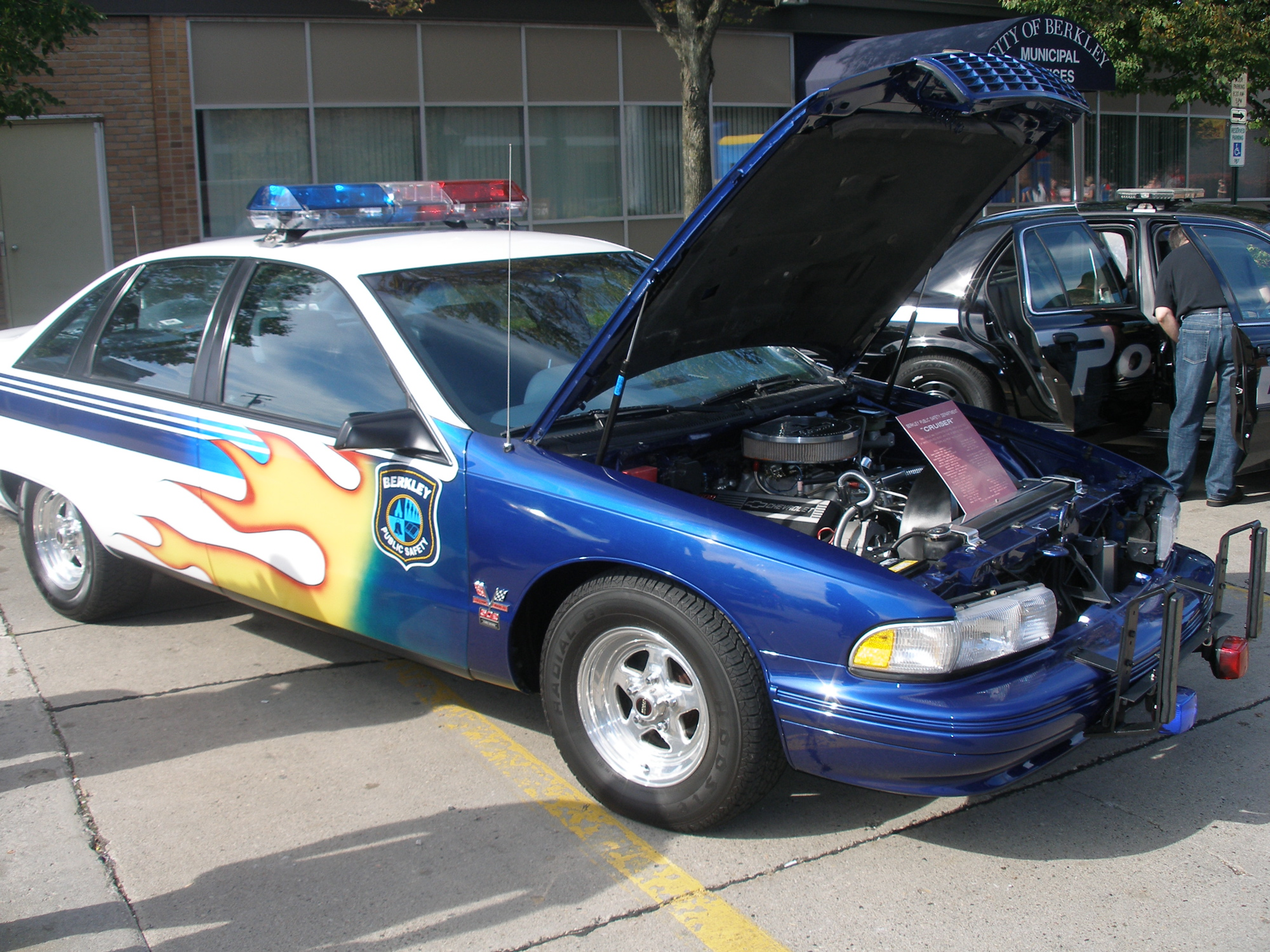